# Contre-visite médicale
Une contre-visite médicale est un examen médical effectué par un médecin contrôleur au domicile d'un salarié. Elle permet de contrôler l'incapacité de travail pour raisons médicales, non de porter un jugement sur la nature de l'affection. Il est affirmé par les entreprises de ce secteur que la contre-visite médicale aide à faire baisser l'absentéisme au sein des entreprises, mais ce point ne fait pas l'unanimité.

## Cadre légal
La contre-visite médicale est née de la loi de mensualisation de 1978. La contre visite médicale peut être effectuée dès lors que des indemnités journalières sont versées.
Le versement des indemnités journalières complémentaires versées par l'employeur est soumis à deux conditions :
- le versement est dû à compter du 8e jour d'absence.
- le salarié doit avoir au moins 1 an d'ancienneté.

Toutefois, bon nombre de conventions collectives modifient ces deux conditions en faveur du salarié (ex : versement dès le 1er jour d'absence au 1er jour d'ancienneté).
En contrepartie de cette solidarité employeur envers le salarié malade, la loi permet à l'employeur d'effectuer un contrôle médical au domicile du salarié ou au cabinet d'un médecin contrôleur par convocation si nécessaire.
Aussi, du fait que le contrôle médical soit lié aux indemnités complémentaires, l'employeur est tenu d'effectuer une vérification dans les conventions collectives avant tout contrôle médical.

## Conséquences possibles
Lors d'un contrôle médical, si le médecin conclut à un arrêt non justifié, l'employeur est en droit de ne pas lui verser les indemnités complémentaires.
Les médecins contrôleurs sont tenus, comme dans l'exercice de leur profession, aux directives du code de déontologie médicale en gardant une totale objectivité et en préservant le secret professionnel.
De nouvelles directives sont apparues pour une coordination des actions du service du contrôle médical avec les prérogatives de l'employeur.
Ainsi, lorsque le service du contrôle médical de la sécurité sociale reçoit l'avis mentionné, il peut procéder à un nouvel examen de l'assuré, ou, sans qu'il soit besoin d'un contrôle supplémentaire, demander à la caisse de suspendre le versement des indemnités journalières.
Lorsque le service du contrôle médical, saisi ou non par l'assuré, estime que l'arrêt de travail est médicalement justifié, la caisse maintient ou rétablit le service des prestations.
L'expérimentation prend fin le 31 décembre 2009. Le ministre chargé de la sécurité sociale transmet au Parlement, avant le 30 juin 2009, un rapport d'évaluation assorti des observations des caisses de sécurité sociale ayant participé à l'expérimentation.